# Łąki w Jaworznie
Łąki w Jaworznie este o arie protejată (sit de importanță comunitară — SCI) din Polonia întinsă pe o suprafață de 36,45 ha, integral pe uscat.

## Localizare
Centrul sitului Łąki w Jaworznie este situat la coordonatele 50°12′10″N 19°20′50″E / 50.2028°N 19.3472°E.

## Înființare
Situl Łąki w Jaworznie a fost declarat sit de importanță comunitară în decembrie 2012 pentru a proteja 2 specii de animale.

## Biodiversitate
Situată în ecoregiunea continentală, aria protejată conține 2 habitate naturale: Pajiști cu Molinia pe soluri calcaroase, turboase sau argilos-nămoloase (Molinion caeruleae), Fânețe de joasă altitudine (Alopecurus pratensis, Sanguisorba officinalis).
La baza desemnării sitului se află mai multe specii protejate de  nevertebrate (2): Phengaris nausithous, Phengaris teleius.